# Strafford (New Hampshire)
Strafford – miasto w Stanach Zjednoczonych, w stanie New Hampshire, w hrabstwie Strafford.